# Övre Daimasjön
Övre Daimasjön är en sjö i Strömsunds kommun i Jämtland och ingår i Ångermanälvens huvudavrinningsområde. Sjön har en area på 1,1 kvadratkilometer och ligger 574,2 meter över havet. Övre Daimasjön ligger i Frostvikenfjällen Natura 2000-område. Sjön avvattnas av vattendraget Övre Daimabäcken.

## Delavrinningsområde
Övre Daimasjön ingår i det delavrinningsområde (718593-144889) som SMHI kallar för Utloppet av Övre Daimasjön. Medelhöjden är 721 meter över havet och ytan är 12,03 kvadratkilometer. Räknas de 2 avrinningsområdena uppströms in blir den ackumulerade arean 19,83 kvadratkilometer. Övre Daimabäcken som avvattnar avrinningsområdet har biflödesordning 4, vilket innebär att vattnet flödar genom totalt 4 vattendrag innan det når havet efter 303 kilometer. Avrinningsområdet består mestadels av skog (51 procent) och kalfjäll (35 procent). Avrinningsområdet har 1,09 kvadratkilometer vattenytor vilket ger det en sjöprocent på 9,1 procent.